# Джоліна Магданґал
Марія Жоліна Перес Магданґал (нар. 6 листопада 1978) — філіппінська співачка, акторка і телеведуча. Її часто називають королевою філіппінської попкультури. Їй приписують значний вплив на попкультуру наприкінці 1990-х – на початку 2000-х років завдяки своїм яскравим модним висловлюванням та зовнішньості. Вона отримала низку нагород, зокрема дві нагороди FAMAS, сім нагород Box Office Entertainment Awards, музичну нагороду MTV Pilipinas та подяку від Asian Television Award.
В 11 років Магданґал почала свою кар'єру як учасниця співочого гурту 14-K під керівництвом Райана Каяб'яба. Потім вона з'явилася в молодіжному шоу Ang TV (1992) і ряді підліткових романтичних постановок. Вона знялася в кількох блокбастерах, здебільшого в романтичних комедіях, включаючи ПОЛУМ'Я: Фільм (1997), Labs Kita... Окей Ка Ланг? (1998), Ей, красуне! (1999), Tunay na Tunay: Отримує Mo? Отримує Ко! (2000), Kung Ikaw Ay Isang Panaginip (2002), Один вдома Da Riber (2002) і Ouija (2007). Магданґал також стала ведучою кількох телевізійних шоу в середині 2000-х років і наразі є однією із головних ведучих одного з найтриваліших ранкових шоу на Філіппінах, Magandang Buhay (з 2016 року дотепер).
Магданґал є однією із найбільш продаваних філіппінських мисткинь усіх часів. Два її альбоми, Jolina (1999) і On Memory Lane (2000), входять до числа найбільш продаваних альбомів усіх часів на Філіппінах. У 1994 році стала першою філіппінською артисткою, яка підписала контракт на звукозапис із Walt Disney Records. У 2002 році стала першою філіппінською артисткою, яка виступила в Hula Bowl на Гаваях, і другою філіппінською артисткою, яка дала концерт в Alex Theatre в Каліфорнії. Магданґал бере участь у благочинності, зокрема щодо філіппінських дітей та молоді. У 1998 році президент Філіппін Джозеф Естрада призначив її національним захисником молоді. Пізніше співпрацювала з президентом Філіппін Корасон Акіно як представниця молодіжної організації The Children's Hour. У 2002 році співпрацювала з президентом Філіппін Глорією Макапагал-Арройо як ведуча в програмі новин The Working President.

## Дитинство та юність
Марія Джоліна Перес Магданґал народилася 6 листопада 1978 року у Кесон-Сіті у родині Джуна Магданґала та Полетт Перес. Її батько працював у відділі маркетингу та зв’язків з громадськістю San Miguel Corporation протягом двох десятиліть, перш ніж покинути посаду в 1993 році, щоб керувати кар’єрою Джоліни. Її мати працювала в кредитному відділі Земельного банку Філіппін до того, як почала керувати фінансами доньки. У Джоліни є старша сестра Мелані та молодший брат Джонатан.
Здобула середню освіту в школі при коледжі Колегіо де Сан-Лоренцо в Кесон-Сіті. Магданґал навчалася на курсі театрального мистецтва в Університеті Філіппін, який покинула не закінчивши, коли Комп’ютерний університет AMA запропонував стипендію з комп’ютерних наук.

### Особисте життя
У листопаді 2011 року Магданґал одружилася з барабанником Rivermaya Марком Ескуету на подвійній церемонії весілля: перша 19 листопада в церкві, а друга 21 листопада в саду. Сина Пеле Іньїго народила 18 лютого 2014 року, дочку Віку Анаю 28 травня 2018.

## Кар'єра

### 1989-1991: рання творчість
У 1989 році, в одинадцять років, Магданґал почала працювати в гурті 14-K під керуванням майстра-композитора Раяна Каяб'яба. У ті роки вона брала уроки співу у Каяб'яба, танців у Дугласа Ніераса та акторської майстерності у Джини Алахар і Беверлі Вергел.

### 1992–1999: прорив і зірки
У 1992 році у Магданґал відбувся прорив, коли її виявив менеджер талантів і режисер кіно та телебачення Джонні Манахан під час виступу гурту 14K у щотижневому музичному шоу Райана Райана Мусікахана. Манахан запросив її як гостю в ситком ABS-CBN Mana, що стало її екранним тестом. Після короткої роботи в Mana (1992) вона дебютувала на професійному телебаченні в орієнтованій на молодь програмі Ang TV, де вона брала участь у мюзиклах, ситкомах і новинах, перш ніж їй дали власний сегмент Payong Kaibigan. Її включення до складу Ang TV також означало відкриття як одного з контрактних артистів Центру талантів ABS-CBN (нині Star Magic).
Кастинг Магданґал на Ang TV призвів до появи нових телевізійних можливостей. Її ранні шоу включали політичну сатиру – ситком Abangan Ang Susunod Na Kabanata, щоденну полуденну програму Sang Linggo nAPO Sila (1995). Також вона стала ведучою найдовшого в Азії музичного вар’єте-шоу ASAP (1995). У ASAP її найвідомішими сегментами були Tricykat і LSS (Love Songs & Stories).
У 1994 році Walt Disney Records вибрав Джоліну своєю першою філіппінською музиканткою, яка заспівала пісні класиків Діснея Покахонтас (1995) і Горбань з Нотр-Даму (1996) для філіппінської реклами. З цією метою вона з'явилася в супровідному альбомі саундтреків для шоу Ang TV, де записала Magkaibigang Tunay, головну пісню свого сегменту Payong Kaibigan.
У 1995 році Магданґал з'явилася в невеликій ролі у фільмі Hataw Na з Гері Валенсіано та Даянарою Торрес. Наступного року вона зіграла свою першу велику роль у спін-оф фільмі Ang TV: The Adarna Adventures, де вона зіграла роль принцеси Адарни, людської форми філіппінської міфічної співочої пташки Ібонг Адарна .
Після запису тематичних пісень, які не були випущені в альбомі та з’явилися в кількох збірниках, Магданґал випустила свій дебютний альбом A Wish Comes True у 1996 році на Walt Disney Records. Критики похвалили альбом за авантюрний репертуар; Девід Гонзалес з All Music сказав: «Акторка і телеведуча має прекрасний голос, сповнений глибини й тепла [...] Магданґал має багатообіцяльне майбутнє».
У 1997 році Магданґал стала відома ширшій аудиторії завдяки екранізації телевізійного серіалу F.L.A.M.E.S. і альбому саундтреків до нього, де вона записала дві оригінальні пісні, Sana'y Kapiling Ka і Tameme. Альбом був комерційно успішним, що принесло їй подвійну платину. У фільмі вона зіграла Леслі, багату старшокласницю, яка цинічно сприймає кохання, зокрема, коли дізнається про почуття до неї свого однокласника Бутча (його грає Марвін Агустін). Пізніше Марвін та Джоліна створила успішні кіно- та телевізійні проєкти, які зробили їх «командою свого покоління, яку найбільше захоплюють, найбільше слідкують і люблять». Під час святкування 100-річчя філіппінського кіно в Раді з розвитку кіно Філіппін Sine Sandaan тандем був визнаний одним із найкращих у категорії Love Team Ng Sentenaryo за їхній неперевершений внесок і роки наполегливої праці для філіппінського кіно. Магданґал виконала роль Карен Алонсо-Монтехо у фільмі Есперанса (1997-1998) разом із Джуді Енн Сантос, Воуї де Гузманом, Марвіном Агустіном, Анжелікою Дела Крус та Джеріко Розалес.
Перша головна роль Магданґал була в Adarna: The Mythical Bird, першому філіппінському повнометражному театральному анімаційному фільмі, який вийшов 25 грудня 1997 року як участь у 23-му кінофестивалі Metro Manila.
Наступна головна роль Магданґал була у фільмі Kung Ayaw Mo, Huwag Mo! (1998), в якому вона зіграла роль Дітас, що почувається придушеною своєю люблячою, але суворою сестрою Доріс (у виконанні Марісель Соріано). Під час роботи з філіппінської «Діамантовою зіркою» Марісель Соріано Магданґал розповіла, що для неї здійснилася мрія отримати роль разом із її кумиром, особливо тому, що Соріано значно вплинув на її акторську кар’єру, зокрема в жанрі драми.
Першим критичним і комерційним успіхом Магданґал в кіно стали багатомільйонні касові збори і філіппінська класика Labs Kita... Окей Ка Ланг? (1998), разом з Агустіном, де вона зіграла Бужой, яка закохалася в найкращого друга Неда (персонаж Агустіна). Фраза з фільму «О так! Kaibigan mo lang ako... і я така дурна, що зробила найбільшу помилку, закохавшись у свого найкращого друга» стала крилатою. Коли фільм було відновлено шляхом цифрової реставрації та ремастерингу проєктом реставрації фільмів ABS-CBN у 2017 році, прем’єра заповнила два кінотеатри в UP Town Center. Альбом із саундтреками також був комерційно успішним, зокрема й пісня Манданґал Kapag Ako Ay Nagmahal. Альбом отримав подвійний платиновий статус від Філіппінської асоціації звукозаписної індустрії (PARI) за продаж понад 80 000 одиниць.
Магданґал отримала роль в Puso ng Pasko на кінофестивалі Metro Manila Film Festival Star Cinema 1998 року.  У цьому фільмі на різдвяну тематику Магданґал зіграла Меррі, людську форму чарівної ялинкової прикраси, яка виконує бажання тим, хто вірить у справжню сутність Різдва. Фільм став третім найкращим фільмом фестивалю, а гра Магданґал принесла їй номінацію на найкращу жіночу роль другого плану.
До кінця 1990-х Магданґал випустила свій другий однойменний альбом Jolina (1999), найпопулярніший блокбастер Hey Babe! (1999) і стала хедлайнером романтично-комедійного драматичного серіалу Labs Ko Si Babe (1999).
Альбом Jolina, який містить оригінальні та кавер-версії, а також раніше записані пісні з саундтреків до фільмів, отримав чотириразову платинову сертифікацію наприкінці року та був оголошений PARI найбільш продаваним альбомом 1999 року. Згодом альбом отримав 7-кратну платинову сертифікацію за продаж понад 280 000 одиниць. Альбом містив оригінальну пісню Laging Tapat, яка тижнями залишалася в списках найпопулярніших радіо-чартів на Філіппінах, а також її версію Paper Roses, відродження якої стало улюбленим у всій країні.  Девід Гонсалес з Philippine Daily Inquirer зазначив у рецензії: «[Магдангал], можливо, не співає найавантюрнішу музику, оскільки її репертуар складається здебільшого з пристрасної, легкої пісні про кохання, яка подобається багатьом філіппінцям, але її голос і стиль обіцяють витримати випробування часом. [Вона] має голос і подачу, які заслуговують на увагу».   
Фільм Hey Babe! був ще одним проєктом за участю команди Марвін-Джоліна. Режисерка фільму Джойс Е. Бернал. Магданґал грає роль дівчини, яка любить радитися з ворожкою про те, ким має бути хлопець її мрії. Персонаж Агустіна, її палкий залицяльник, вступає в змову з ворожкою. Фільм є останнім повнометражним проєктом пари. На телебаченні пара знялася в прайм-тайм серіалі Labs Ko Si Babe, який мав найвищі рейтинги під час показу та досяг першої позиції на піку популярності. Серіал є однією із найтриваліших мильних опер ABS-CBN, транслювався рік і три місяці, а також першим філіппінським романтично-комедійно-драматичним серіалом, що робить Магданґал піонером у жанрі ромком на філіппінському телебаченні.

### 2000–2013: кар’єрний ріст
У 2000 році Магданґал випустила свій третій студійний альбом On Memory Lane (2000), який повністю складається з римейків оригіналів періодів, які вважаються золотим віком популярної музики. Упаковка альбому та його буклет також показали захоплення ностальгією, з фотографіями Магданґал у костюмі красуні часів Другої світової війни. On Memory Lane отримав золоту платівку від PARI через три дні після випуску, ставши найшвидше продаваною платівкою відтоді, як PARI взяв на себе відповідальність за нагородження сертифікатами. Альбом отримав 6-кратну платинову сертифікацію, продажі становили понад 240 000 одиниць. Альбом також вважається Філіппінським товариством прав виконавців одним із найкращих альбомів, коли-небудь випущених у філіппінській індустрії звукозапису. У рецензії для allmusic.com Девід Гонсалес зазначив: «Молода Магданґал чудово виконує свою роботу [в On Memory Lane ], і її голос напрочуд зрів після Jolina 1998 року; її подача відшліфована та впевнена в собі. Можливо, якби вона заспівала ці мелодії першою, вона була б міжнародною зіркою. Попри те, що альбом повністю складається з рімейків, він демонструє дивовижний розвиток Магданґал».
Того ж року Магданґал зіграла китайську дівчину, яка намагається втекти від шлюбу за домовленістю, у романтично-комедійному бойовику Tunay na Tunay: Gets Mo? Gets Ко! (2000), разом з Робіном Падільєю. Фільм був комерційно успішним, принісши Магданґал титул Принцеса фільмів RP на 31-й церемонії вручення нагород Box Office Entertainment Awards. На телебаченні вона очолила комедійний ситком Arriba, Arriba! (2000). Шоу незмінно входило до топ-10 найрейтинговіших телевізійних програм протягом свого показу.
Наступним фільмом Магданґал стала фантастична романтична комедія Kung Ikaw Ay Isang Panaginip (2002) режисера Венна В. Дерамаса. Магданґал зіграла Розаллі, кухарку-виробника оброблених харчових продуктів, яка закохується в хлопця, чиє обличчя зображене на рекламному щиті бренду зубної пасти. Фільм був випущений у 2002 році, коли Магданґал отримала свою другу відзнаку Принцеса філіппінських фільмів від Box Office Entertainment Awards. Фільм «продемонстрував схильність [режисера Венна] Дерамаса до відвертого абсурду... який [зображував] типового персонажа [Магданґал], яка закохалася в модель з рекламного щита, [і був] оформлений як типова романтична комедія, доповнена передбачуваним любовним трикутником та іншими стереотипними проблемами, але відрізняється надзвичайно грайливим поглядом на фантастичне кохання».
У 2002 році Магданґал випустила свій четвертий студійний альбом Jolina Sings the Masters із помірним успіхом, отримавши золотий сертифікат. Маючи успіх у критиків через свій репертуар і дизайн, альбом вважався першим у місцевій індустрії, який зібрав разом майстрів композиторів в одному альбомі. Серед співавторів альбому – Девід Померанц, який написав для неї дві оригінальні пісні.

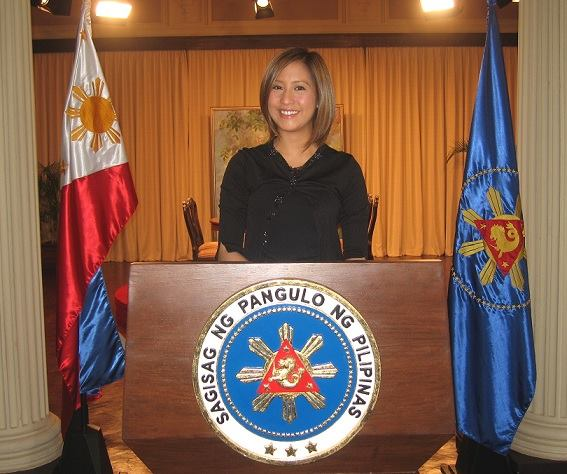
Магданґал у палаці Малаканьянг під час фільмування для The Working President, 2007

Наступною телевізійною програмою Магданґал була The Working President (2002), програма новин зі зв'язків із громадськістю, створена Офісом прес-секретаря Офісу президента Філіппін. У шоу представлені проєкти адміністрації тодішньої президентки Глорії Макапагал-Арройо та діяльність самої президентки. Вибір акторки для ведучої програми був здійснений Офісом Президента шляхом замовленого опитування про особистість, якій найбільше віддається перевага в країні, а також опитування про родину, починання та досягнення. Програма транслювалася на National Broadcasting Network, громадській телевізійній мережі, що належить уряду Філіппін.
У середині 2002 року, після серії телевізійних гостьових виступів у програмах GMA Network, Магданґал зняла свій перший серіал GMA Network у Kahit Kailan (2002). Шоу стало найпопулярнішим філіппінським імпортним шоу після того, як Pangako Sa 'Yo від ABS-CBN завершив показ. Kahit Kailan показували на TV3, найпопулярнішому каналі Малайзії, який також транслюють в Сінгапурі.
У грудні 2002 року комік Долфі знявся з Магданґал у фільмі Home Alone Da Riber, який офіційно брав участь у кінофестивалі Metro Manila Film Festival 2002.
Першим щоденним серіалом Магданґал після Labs Ko Si Babe був Narito Ang Puso Ko (2003), також її перший серіал у прайм-тайм у GMA Network. У серіалі був представлений акторський ансамбль, у тому числі Роза Розаль, Едді Гарсія, Емі Аустрія, Діна Бонневі, Реймонд Багатсінг, Аріель Рівера та Карміна Вільярроель. Режисери Ерік Квізон і Джина Аладжар. Магданґал зіграла роль давно втраченої онуки багатої Доньї та розривалася між любовними інтересами героїв Реймарта Сантьяго і Джеймса Бланко. Програма стала проривом для GMA Network, коли шоу разом із пошуком талантів Starstruck вперше змогло випередити конкурентну мережу в прайм-таймових серіалах.
У грудні 2003 року Магданґал представляла Філіппіни на поп фестивалі ASEAN-Japan, організованому Японським фондом, який проходив у Йокогамі, Японія. Концепція та мета Фестивалю полягала в тому, щоб «знайти синергію між різноманітними культурами Японії та країн АСЕАН і створити відчуття єдності та спільності серед широкого кола людей, які його підтримують, шляхом обміну популярною музикою».
У 2004 році Магданґал записала альбом Forever Jolina у GMA Records. Платівка мала помірний успіх, отримавши золотий сертифікат, містила хіт Bahala Na та музичне відео, зняте Луї Ігнасіо, принесла Магданґал нагороду Улюблена артистка на MTV Pilipinas Awards 2004.
Того ж року Магданґал знялася у фільмі Annie B., що був негативно оцінений критиками й не став прибутковим. Попри те, що критики критикували фільм загалом, гра Магданґал принесла їй номінацію на премію Golden Screen Awards (ENPRESS) від Entertainment Press у 2005 році за найкращу жіночу роль у мюзиклі чи комедії. Саундтрек до фільму отримав неоднозначні відгуки. Ріто П. Асіло з Inquirer News Service зазначив, що «репертуар [Магданґал] може мати слабкий ліричний зміст, але її багатий і природно душевний голос... робить цілком знайомі мелодії свіжими та особистими. Коли [Магданґал] співає, вона згинає, ламає та майстерно розрізає свої музичні ноти».
Наступними телевізійними ролями Магданґал були її виступи  ведучою в реаліті-шоу Starstruck (Дитяче видання (2004), 2 сезон (2004), 3 сезон StarStruck: The Nationwide Invasion (2005) і 4 сезон StarStruck: The Next Level (2006)); і в найдовшому ранковому шоу про зв’язки з громадськістю/новини Unang Hirit (2005). Шоу принесло Магданґал номінацію на ведучу телевізійної премії PMPC Star Awards, яку вона отримала тричі.
У 2006 році Магданґал знялася з Марвіном Агустіном у серіалі I Luv NY, де також зіграли переможці Starstruck Дженнілін Меркадо та Марк Геррас. Режисер Луї Ігнасіо. Серіал рекламувався як «перший філіппінський телесеріал у прайм-тайм, який використовує місто світового рівня як фон», більшість його епізодів знято в Нью-Йорку. I Luv NY зареєстрував один із найвражаючих рейтингів пілотного тижня в історії філіппінського телебачення в прайм-тайм. У липні 2006 року Магданґал випустила спеціальне видання свого шостого студійного альбому Tuloy Pa Rin Ang Awit, випущеного на початку того ж року, до якого увійшла тематична пісня I Luv NY Makulay Na Buhay. Альбом від GMA Records також містив хіти Maybe It's You, Gusto та Let Me Be The One у дуеті з Янно Гіббсом.
У наступному фільмі Магданґал, фільмі жахів Ouija вона розділила головну роль із Джуді Енн Сантос, а також у фільмі знялися Іза Кальзадо та Ріан Рамос. Фільм, знятий режисером Топл Лі, заснований на документальному фільмі National Geographic Channel про британську сім’ю, яка неналежним чином використала дошку віджа, ненавмисно викликавши привида. Фільм мав комерційний успіх; за даними Box Office Mojo, він зібрав понад 2 094 108 доларів США, став третім найкасовішим філіппінським фільмом 2007 року.
У 2008 році Магданґал було обрано суддею музичного конкурсу Pinoy Idol, міжнародної телевізійної франшизи, яку розповсюджує Fremantle Media, разом зі співаком і композитором Огі Алкасідом і менеджером талантів Вінґардом Трейсі, який вийшов на пенсію. Вибір її однією із суддів був затьмарений суперечками, коли деякі глядачі поставили під сумнів її компетентність. Того ж року вона випустила свій сьомий студійний альбом Destiny з двома піснями, її кавером на Will of the Wind і оригінальною Umibig Ka, використаною як саундтрек до її наступного фільму «ІТАЛІЯ» (I Trust and Love You) (2008). У фільмі, де вона зіграла разом з Деннісом Трілло, Юджином Домінго, Руфою Мей Квінто, Марком Геррасом і Ріан Рамос, зображені п’ять країн і 13 міст на тлі історії переплетення життів і доль шести людей під час семиденного круїзу на борту Costa Magica. Касові збори Mojo склали лише 40 614 236 філіппінських песо, комерційний провал.
У 2009 році Магданґал разом з Марвіном Агустіном з'явилися в романтичному комедійному серіалі Адік Са'Йо. Серіал, знятий режисером Джоелем Ламанґаном, став першою зрілою роллю пари на телебаченні після того, як вони зобразили ролі підлітків у їхніх минулих проектах. Серіал, також випущений на DVD наступного року, мав скромний дебют.
У першій половині 2010-х років мала виступи у недільному музичному вар’єте Party Pilipinas та його заміні Sunday All Stars (2013), була співведучою таблоїдного ток-шоу Personalan: Ang Unang Hakbang разом з Жаном Гарсіа; наставляла претендентів у Protégé: The Battle For The Big Artista Break (2012), грала ролі другого плану в різних серіалах. У кіно Магданґал взяла перерву у 2010-х роках, протягом яких вона не знімала жодного фільму, окрім обмеженого прокату незалежного фільму База Агаван (2011). У 2011 році вона знялася на телебаченні з Клодін Барретто, Марвіном Агустіном, Луїсом Аланді та Мілккою Вінн Насіон у драмі-фентезі Iglot, яка є доповненням до серіалу Mulawin 2004 року. У фільмі Мій найдорожчий тато (2012) вона зіграла особливу роль матері Мілкки Вінн Насіон. Вона також зобразила одну з антагоністок, її першу таку роль, у Mundo Mo'y Akin (2013).

### 2014–тепер: продовження успіху
У листопаді 2014 року Магданґал почала записувати епізоди свого наступного телесеріалу FlordeLiza, прем’єра якого відбулася в січні 2015 року, вказуючи на повернення на ABS-CBN після 12 років роботи в GMA Network. В акторському дуеті з Марвіном Агустіном і режисером Венном Дерамасом, Магданґал зіграла роль коханки, першу у своїй акторській кар’єрі. Серіал мав помірний успіх у глядачів, перейшовши від однозначного рейтингу протягом пілотного тижня до стабільного двозначного показника під час показу і випередивши конкурентів у фінальному показі, отримав успіх у критиків, його було продовжено до місяця і було номіновано як найкращий денний драматичний серіал на 29-й церемонії вручення нагород PMPC Star Awards for Television, а Магданґал була номінована в категорії найкраща драматична акторка.
У 2015 році Магданґал з'явилася в першому сезоні конкурсу Your Face Sounds Familiar як виконавиця-імітатор. З 12-тижневого конкурсу вона виграла два виступи; її уособлення Шер і Менні Пак'яо. Сама стала музичною іконою, її утілювали співвиконавець Мелай Кантіверос у тому ж сезоні, Оньок Пінеда у Дитячому виданні та Віворі Ескліто у третьому сезоні. Попри те, що Магданґал не змогла потрапити до чотирьох фінальних етапів конкурсу, критики визнали Магданґал гідним фіналістом, а автор розважальних програм Нестор У. Торре з Philippine Daily Inquirer сказав: «[Магданґал], окрім того, що сама по собі обдарована та багатогранна, є зіркою. З усіх восьми імітаторів «знаменитостей»  лише [Магданґал] коли-небудь досягала сертифікованого статусу головної зірки. [Вона] «перенесла» багато телевізійних і кінопродюсерів, тому вона має зірковий «К» і «кредит» [іншим] ще належить досягти».
Наприкінці 2015 року, після семирічної перерви в індустрії звукозапису, Магданґал випустила свій восьмий студійний альбом Back to Love через завантаження та потокове передавання, він містить сім оригінальних пісень. У 2016 році Магданґал повернулася на сцену ASAP як одна з головних ведучих другого десятиліття програми та веде свій сегмент Пісні та історії про кохання (LSS). Однак у другому кварталі 2018 року вона покинула шоу, щоб народити другу дитину, і так і не повернулася, а шоу переформатувалося на ASAP Natin 'To.
У лютому 2016 року вона випустила розширену версію свого альбому Back to Love, до якої увійшли останні версії її оригінальних хітів Kapag Ako Ay Nagmahal і Chuva Choo Choo, останній був створений у співпраці з Віце Ганда. Розширений альбом також був випущений на фізичних копіях; після двох тижнів на ринку вона була нагороджена PARI сертифікатом золотого рекорду. На 8-й церемонії нагородження PMPC Star Awards for Music Магданґал було названо найкращою виконавицею звукозапису року, а альбом було номіновано на категорію Альбом року.
Її наступна роль як ведучої – у ранковому шоу Magandang Buhay (2016) з Карлою Естрадою, Мелай Кантіверос і Джоді Ста. Марія. Наразі шоу активно транслюється по буднях у ранковому слоті.
Наступною роллю Магданґал як судді після Pinoy Idol була участь в аматорському співочому конкурсі Tawag ng Tanghalan Kids (2017), і другому (2017), третьому (2019) його звичайному випуску та випусках Tawag ng Tanghalan: All-Star Grand Resbak (2019), які транслювалися як сегмент в обідньому шоу It's Showtime.
У 2019 році Магданґал почала виступати як гостя в переформатованому шоу ASAP ASAP Natin 'To і з того часу продовжувала час від часу з'являтися як виконавиця. Після десятиліття перерви у зйомках фільмів Магданґал повернулася у фільмі 2021 року Momshies! Ang Soul Mo'y Akin!, у співпраці з її співведучими Magandang Buhay Карлою Естрадою та Мелай Кантіверос.
Окрім того, що з 2016 року вона була ведучою в будні дні в Magandang Buhay, вона продовжувала бути постійним суддею в полуденному шоу Tawag ng Tanghalan протягом сезону 4 (2020), сезону 5 (2021), сезону 6 (2022), сезону 7 (2023) і його поточного сезону, який отримав назву Tawag ng Tanghalan: The School Showdown (2024). Також у 2023 році Магданґал приєдналася до ігрового шоу Sang Daang Pienalo, яке транслювалося у вихідні на Pie Channel.
У 2024 році Магданґал увійшла до акторського складу серіалу від Dreamscape Entertainment Lavender Fields в ролі Лілі Атіензи. Цей проєкт ознаменував її повернення до створення драматичних серіалів після майже десяти років з часу останнього обіднього серіалу FlordeLiza 2014 року.
У лютому 2025 року Магданґал зіграла головну роль у романтично-комедійному фільмі Ex Ex Lovers, де грала з Марвіном Агустіном на великому екрані через майже два десятиліття. Основні зйомки фільму, створеного Антуанеттою Джадаоне та режисером Дж.П.Хабаком, відбувалися на Мальті та викликали схвальні відгуки у випадкових глядачів завдяки тизеру, офіційному трейлеру та плакату, які швидко набирали популярності в соціальних мережах. У цьому фільмі Магданґал також вперше у своїй кар’єрі стала виконавчою продюсеркою. Фільм користується успіхом, отримавши позитивні відгуки кінокритиків. Філберт Дай хвалить фільм, який «[нагадуює] людям про те, якими були наші романтичні фільми... але він також вдається до чогось глибоко сучасного у своїх романтичних муках і в кінцевому підсумку відкриває щось нове, досліджуючи щось старе». Головні актори Магданґал і Агустін були схвалені глядачами та критиками за їх незаперечну хімію. Під тегом Оригінальний гонорар за романтичну комедію «чудова хімія пари, [яка] була невимушеною, справжньою та щирою» очевидна протягом усієї серії фільму. Відома як королева тем фільмів і саундтреків, Магданґал випустила свою версію класичної композиції OPM Tuloy Pa Rin, створеної Cornerstone Entertainment, через цифрові платформи як офіційний саундтрек до фільму.

## Інші види діяльності

### Концерти
Магданґал влаштовувала концерти та тури на островах Філіппін та у великих містах світу, як соло, так і з іншими виконавцями. Серед її помітної концертної діяльності:

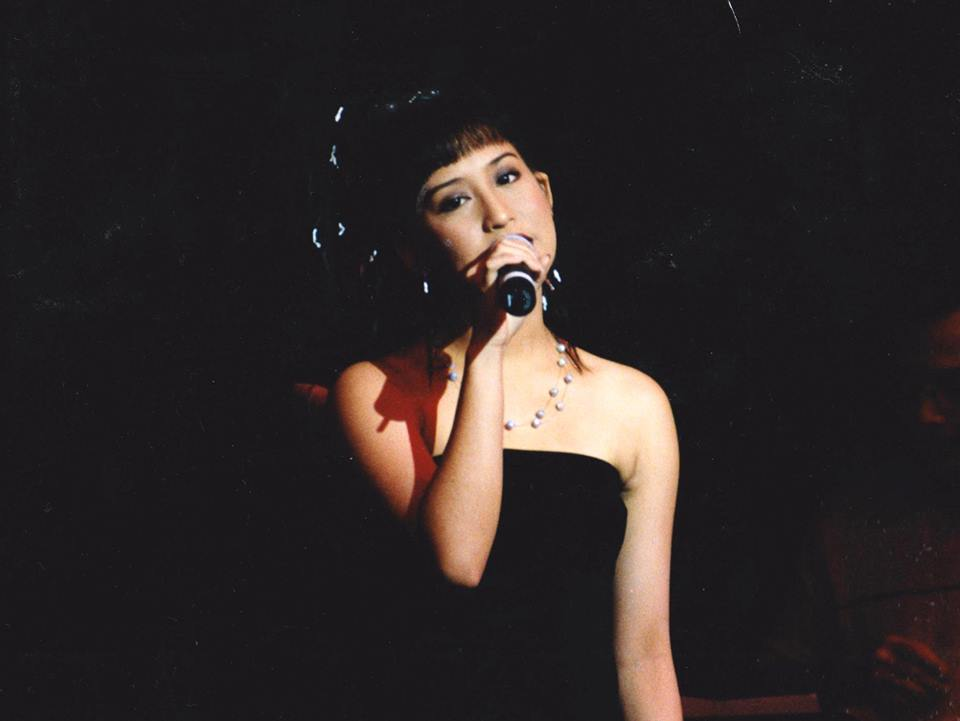
Магданґал виступає в Сан-Дієго, Каліфорнія, приблизно 1990-ті

- У 2000 році дала сольний концерт у Queen's College Hall у Нью-Йорку[171].
- У 2001 році Магданґал влаштувала дводенний Аrriba Arriba Concert у Neal S. Blaisdell Center на Гаваях[172]. Концерт мав бути одноденним, але через небувалу кількість глядачів концерт продовжили ще на один день[173].
- У березні 2001 року стала хедлайнером концерту в Сіднеї, Австралія[174], і в березні вона також виступила на концерті з співаком і композитором Девідом Померанцом у Чикаго[174].
- У вересні 2001 року виступала з концертами в Ріно, Лас-Вегасі і Лос-Анджелесі[175].
- У жовтні 2001 року відбувся її сольний концерт на Сайпані. У листопаді того ж року вона виступила з концертом у Китаї[176].
- У 2002 році була першою і єдиною філіппінською артисткою, яку запросили[177] виступити перед грою на Hula Bowl, широко відомому щорічному футбольному матчі серед студентів на Гаваях, який відвідали понад 30 000 глядачів з Гаваїв і материкової частини США. Ця подія була висвітлена кабельним телебаченням ESPN і показана у Сполучених Штатах[178].
- У тому ж році Магданґал виступила із сольним концертом Jolina Live in Glendale в Alex Theatre у Глендейлі, Каліфорнія. Була другою філіппінською артисткою, яка виступала в згаданому історичному та престижному театрі після Нори Аунор[178].
- Також у 2002 році мала тур по чотирьох містах Каліфорнії в Сполучених Штатах. Виступала в Сан-Франциско, Сакраменто, Сан-Дієго та Лос-Анджелесі[179].
- У 2003 році Магданґал дала хедлайнерський концерт у Себу, Філіппіни. Продюсер Thoughts and Notions. Вона заповнила Спортивний центр Себу понад 35 тисячами глядачів. Цим концертом відкрився фестиваль Sinulog 2003[180].
- 1 березня 2003 року влаштувала свій перший великий сольний концерт у Метро Маніла під назвою Jolina Mania, спродюсований MaxiMedia, концерт відбувся в Smart Araneta Coliseum[181].
- У 2004 році вона дала сольні концерти в Торонто і Ванкувері в Канаді.
- У Європі вона здійснила концертний тур по чотирьох містах під назвою Kumustahan 2006, спродюсований Star Events. У цьому турі вона виступала для закордонних філіппінців в Амстердамі, Відні, Лондоні та Мілані[182].

### Продукти та рекомендації
На піку своєї кар’єри Магданґал була одним із відомих індосантів на Філіппінах разом із Шерон Кунета, Ага Мулач, Майклом В. і Регіною Веласкес. Була визнана серед небагатьох надійних рекламодавців продукту в країні на друкованих, телевізійних і радіоплатформах, що призвело до того, що Preview Modeling Agency назвало її іміджевою моделлю для надихання потенційних моделей. Її також називали комерційною принцесою поруч із Шерон Кунета з Philippine Star у 2003 році, сказавши: «[Мегазірка ...] вважається дуже ефективним індосантом. Насправді вона займає перше місце серед індосантів у рекламній індустрії, за нею йдуть Джоліна Магданґал [і] Ага Мухлач...».
Найвідоміші пропозиції Магданґал варіюються від продуктів для догляду за волоссям, ресторанів швидкого харчування, консервованих харчових продуктів, сокових напоїв, хлібобулочних продуктів, бісквітів, лінії одягу та канцелярських товарів тощо. Магданґал також раніше була обрана іміджевою моделлю лінії косметики для підлітків компанією прямих продажів, вищим навчальним закладом, державним універсальним банком і контрольованою державою корпорацією, що надає кошти на програми охорони здоров’я, та благодійною організацією національного характеру;  телекомунікаційною компанією . У 2000 році Магданґал було обрано прес-секретаркою першої філіппінської компанії, що займається продажем товарів, а у 2008 році онлайновий ринок призначив її послом стилю. У середині 2000-х була обраною імідж-моделлю цілої компанії прямого продажу, яка з’являється на обкладинках її каталогів.
Зовсім нещодавно, після того, як Магданґал народила двох дітей, рекламувала продукти, зручні для дітей, зокрема ліки, одноразові дитячі підгузки і сухий молочний напій.

### Написання та ведення відеоблогів
У 1999 році Магданґал мала свою щотижневу колонку З повагою, Джоліна в журналі Super Teen.
У 2007 році з'явилася в блогосфері через філіппінський розважальний портал під назвою Чува Чіка.
У 2008 році Магданґал вела свою щотижневу колонку в Inquirer Bandera.
У 2010 році запустила власний журнал Jolie про стиль і розваги, який видає OctoberEighty Publications.
У 2018 році почала завантажувати відеоблоги на свій YouTube-канал Jolina Network. У червні 2019 року її нагородили на YouTube срібною кнопкою відтворення за те, що вона має понад 100 000 підписників.

### Філантропія та активізм
У 1999 та 2002 роках Магданґал була амбасадоркою доброї волі організації Дитяча година, яка представляла молодь та індустрію розваг. Ця кампанія являла собою серію глобальних заходів зі збору коштів, які закликали окремих осіб і корпорації з 20 країн пожертвувати на підтримку найменш щасливих дітей.
У 2006 році Магданґал підстригла свої довге волосся на 14 дюймів, вперше за 17 років, щоб розпочати та організувати проєкт, який збиратиме волосся для пожертвування організації, що виготовляє перуки для хворих на рак.

## Спадщина

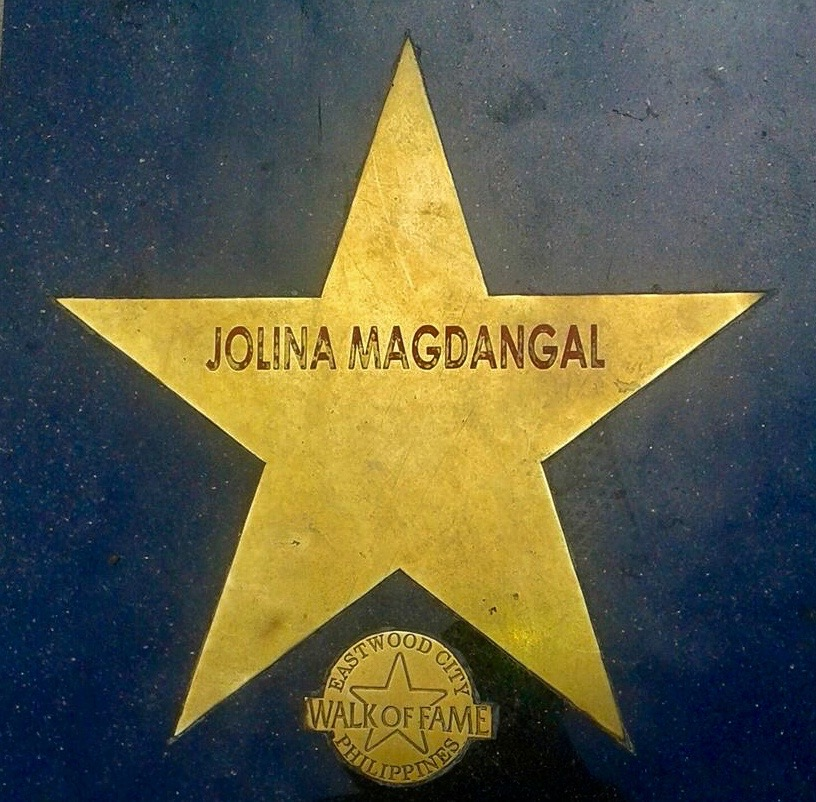
Зірка Магданґал на Філіппінській алеї слави

Магданґал вважається на Філіппінах іконою популярної культури (Pop Icon) за те, що з 1990-х років вона принесла масову культуру ширшій аудиторії. Як свідки цього, письменники Шіндзі Манлангіт і Дон Джаучіан із The Philippine Star представили Магданґал як «великого філософа поп-культури Піной» у своїй статті, де намагалися відфільтрувати найкраще та найгірше в культурі знаменитостей. Спільними зусиллями розважальних письменників Яна Уррутіа, Катріни Сантьяго та обраних експертів журналу про стиль життя FHM на Філіппінах було визнано, що Магданґал створила спадщину, яка виходить за рамки кіно, телебачення та музики. За даними панелі:
|  | Вона закріпила за собою статус ікони поп-культури, чиє бездоганне поєднання естетики кемпу та грайливих візуальних примх залишається актуальним донині. |

У списку 33 Things You'll Know If You're A Filippin  американської інтернет-медіа та новинної компанії BuzzFeed «культурний вплив» Магданґал посів друге місце, тоді як її рання програма Ang TV посіла перше місце. У 2009 році вона отримала власну зірку на Алеї слави міста Іствуд, а раніше у 2007 році вона була включена до Зоряного раю в комплексі Mowelfund. Відома своїм барвистим і виразним модним стилем, Магданґал також згадується як ікона моди свого часу. Пишучи для розділу Розваги на сайті abs-cbn.com, Мері Енн Бардінас зазначила: «...вона також стала іконою, коли мова зайшла про моду. Її химерна і крихка особистість, яскравий і психоделічний стиль стали її торговою маркою... Одним із головних впливів на неї були блискучі та барвисті шпильки для волосся різних форм і розмірів у вигляді метеликів. Крім того, її повний чубчик із довгим волоссям, винятковим меліруванням та божевільні коси також стали трендом серед молодих дівчат і підлітків, очевидно, вона не боялася експериментувати та відступати від норм, і встановила свої власні правила, коли справа доходить до стилю».
—CNN Philippines . CNN Philippines / Life / Style / Design on . April 3, 2017. Retrieved February 12, 2018.
Стиль Магданґал часто визначають як «ходячу різдвяну ялинку», а письменниця Б’янка Гелі з pep.ph каже: «Мода 1990-х, можливо, приходила і йшла, але неординарна мода [Магданґал], як «ходяча різдвяна ялинка», є незгладимою торговою маркою епохи». Її модні заяви призвели до створення Jolina Dolls, першої лінії ляльок, створених за образом філіппінської особистості, і Teen Scents від Jolina, відомої як перший аромат, створений для філіппінських підлітків. Її вплив також використовувався як предмет у різних дослідженнях, включаючи дипломну роботу і книги. У 1999 році Філіппінське управління атмосферних, геофізичних і астрономічних служб організувало конкурс, щоб дозволити філіппінським імена штормам, які входитимуть до зони відповідальності Філіппін, і з’явилася назва Джоліна. Вважається, що назва-переможець, Тайфун Джоліна, походить від самої Магданґал, яка в той час була найвідомішою знаменитістю, яка з'являлася у фільмах, на телебаченні та в журналах.
Сучасні зірки прямо чи опосередковано вказували на вплив Магданґал на них. Серед них: Тоні Гонзага, яка розповіла в інтерв’ю про те, як Магданґал вплинула на неї, коли вона розпочинала кар'єру; акторка Серце Євангеліста казала: «... Я точно була фанаткою моєї дорогої подруги Джоліни Магданґал. Я думала, що вона дуже унікальна і нагадує мені людей, які справді відзначають свою індивідуальність... Я пам’ятаю, коли я побачила Джоліну Магданґал, у неї були всі ці кліпси, і вона круто одягалася, і вона не заперечувала, якщо змішувала візерунки тощо. Мені це дуже сподобалося в ній, тому що це робило її унікальною»; Беа Алонзо, яка подякувала Магдангал за те, що надихала її в мильних операх і ситкомах, Ангела Локсін, яка розповіла, що колись була дублюючою танцівницею в одному з музичних відео Магданґал, Димплз Романа, яка поділилася тим, як Магданґал вплинула на неї, коли вона проявила доброту до молодших акторів; Джейк Зайрус, Кірай Селіс, яка розкриває свою роль у ролі комедійної акторки, дівчина-акторка Мілкейн Насіон, яка прагне бути схожою на Магданґал, Даніел Паділла, Ріта Даніела . У 2017 році пародійний обліковий запис Jolegend Slaydangal миттєво став хітом на Філіппінах і створив низку мемів, які прославляли успіхи Магданґал в індустрії шоубізнесу та чому вона гідна титулу королеви попмузики країни.

### Публічний образ
FHM Philippines описали Магданґал як «найчарівнішу Пінай... [яка залишилася] вічною зіницею наших очей і одностайним кілочком індустрії шоубізнесу за корисність і дитяче обличчя», навіть після того, як одружилася і народила першу дитину. Її колоритна особистість завжди асоціюється з яскравим десятиліттям 1990-х, оскільки «відбивається на дівчині, вигадливому стилі, який задає тенденцію серед підлітків і підлітків у глибині душі» і про який газета Malaya стверджувала, що «велика частина дев’яностих належала [Магданґал]».
За ефективне встановлення «солідного імені, яке не має жодного скандалу чи суперечок», її визнали «справжнім втіленням зразка для наслідування молоді [і] гордостю галузі». Ці публічні образи разом із її кар’єрними досягненнями розцінили критики сфери розваг як набір стандартів підліткового кумира, за якими вона стала королевою підлітків 1990-х років на Філіппінах. На підтвердження цих тверджень вона була лауреатом німецької Премії Морено за досягнення, Премії Гінтонга Кабатаана, Премії Молодіжного взірця, і навіть була названа Національною комісією з питань молоді першим в історії Національним молодіжним адвокатом. У 2005 році вона отримала нагороду Serviam, спеціальну відзнаку, присуджену Catholic Mass Media Awards, «[підносячи її] як зразка соціально свідомого виконавця за те, що вона постійно робила себе зразком відповідальної поведінки».

## Фільмографія

### Вибрані фільми
Ang TV Movie: The Adarna Adventures (1996)
- F.L.A.M.E.S The Movie (1997)
- Adarna: The Mythical Bird (1997)
- Kung Ayaw Mo, Huwag Mo! (1998)
- Labs Kita... Okey Ka Lang? (1998)
- Puso ng Pasko (1998)
- Hey Babe! (1999)
- Tunay na Tunay: Gets Mo? Gets Ko! (2000)
- Kung Ikaw Ay Isang Panaginip (2002)
- Home Alone Da Riber (2002)
- Annie B. (2004)
- Ouija (2007)
- I.T.A.L.Y. (2008)

### Вибрані телепрограми
- Ang TV (1992)

- Gimik (1996)
- Labs Ko Si Babe (1999)
- Arriba, Arriba! (2000)
- The Working President (2002)
- FlordeLiza (2015)
- Magandang Buhay (2016–дотепер)
- Lavender Fields (2024–2025)

## Дискографія
- A Wish Comes True (1996)
- Jolina (1999)
- On Memory Lane (2000)
- Jolina Sings the Masters (2002)
- Forever Jolina (2004)
- Tuloy Pa Rin Ang Awit (2006)
- Destiny (2008)
- Back to Love (2015)

## Нотатки
1. ↑  See also "The joy of being Jolina" by the ABS-CBN.com posted on November 30, 2003
2. ↑  Excerpt from "This young Jolina has depth" by David Gonzales / Philippine Daily Inquirer / January 1998.
3. ↑  See Starstudio Magazine.
4. ↑  See also "Jolina Magdangal grows up in new album" by Edmund L. Sicam / Inquirer News Service / September 27, 2002
5. ↑  See "Kahit Kailan, #1 sa Malaysia at Singapore" / Weekend News by Dinno Erece /Taliba / 2005
6. ↑  See Tumbok / Dinno Erece / November 2003
7. ↑  No available online data. See Rito P. Asilo (11 лютого 2004), Jolina's voice is 'Annie B.' soundtrack's best asset, Inquirer News Service
8. ↑  The show started in 1999; Magdangal became a regular cast only in 2005
9. ↑  See also "Jolina spokesperson uli ng ' Children's Hour' / Pilipino STAR Ngayon / September 16, 2002.
10. ↑  See "Nuna (Labs Ko Si Jolina)" by Aleah Aliporo / 2001 / University of the Philippines - Diliman / College of Mass Communications.
11. ↑  See also, "Ang bituing makulay na si Babe : ang Pinay fashion icon na si Jolina Magdangal tungo sa iconograpiyang pangmasa" by Suzanne Marie Ramos / 2008 / De La Salle University - Manila / College of Liberal Arts.
12. ↑  See "Negosyo : Joey Concepcion's 50 inspiring stories of entrepreneurs" / foreword by Jose Ma. Concepcion III ; with lessons on entrepreneurship from Vivienne Tan ; photography by Jun de Leon ; [writers, Mariz M. Bayani ... et al.]. [Makati City] : Zurbano Pub., [2008].
13. ↑  See "Faces of the century: timeless tales of beautiful women / edited by Jorge Llanes, Quezon City : Le Grande Publishing, c1999.